# イバン・カレロ
イバン・カレロ・ルイス（Iván Calero Ruiz、1995年4月21日 - ）は、スペイン・パルラ出身のサッカー選手。FCカルタヘナ所属。ポジションはDFまたはFW。

## クラブ経歴
2012-13シーズン、アトレティコ・マドリードBでプロデビュー。しかし、トップチームでの出場機会は全くなく、2014年7月18日、ダービー・カウンティFCと2年契約を結んだ。ここでも出番は少なく、2015年2月2日にバートン・アルビオンFCにレンタル移籍した。
2016年6月2日、スパルタ・ロッテルダムに2年契約で移籍した。
2017年7月8日、スペインに復帰し、当時セグンダ・ディビシオンBに在籍していたエルチェCFへ移籍した。このシーズンエルチェはセグンダ・ディビシオンに昇格したが、カレロはサラマンカCF UDSにレンタル移籍することが決まった。
2019年7月18日、エルチェとの契約を解除してCDヌマンシアに加入した。
2020年8月28日、マラガCFに移籍。3年契約を交わした。2022年1月15日、2021-22シーズン終了までADアルコルコンにレンタル移籍をすることが発表された。

## 人物
父親のフリアン・カレロはアマチュアサッカー選手としてプレーした経験があり、現役引退後は指導者に転身した。2018年のFIFAワールドカップではフェルナンド・イエロ監督率いるスペイン代表のアシスタントコーチとしてチームに帯同した。